# Clip! Smap! COMPLETE SINGLES
《Clip! Smap! COMPLETE SINGLES》（日語：Clip! Smap! コンプリートシングルス）是2016年12月28日在日本发行的一张SMAP音乐录影带精选辑，发行公司为JVC建伍胜利娱乐株式会社。